# Epitaffio di Iperide
L’Epitaffio (in greco antico: Ἐπιτάφιος?, Epitáphios), conosciuto anche come Epitafio o Orazione funebre, è un'orazione funebre di Iperide pronunciata ad Atene all'inizio del 322 a.C. L'epitaffio, composto poco dopo la morte di Alessandro Magno e conservatosi fino ad oggi quasi del tutto completo, ricorda i soldati ateniesi caduti durante l'assedio di Lamia del 323 a.C., nel quale perse la vita lo stratego ateniese Leostene.

## Scoperta del papiro
L'Epitaffio fu scoperto in un papiro, attualmente conservato al British Museum (P. Lit. Lond. 133v), riportato in Inghilterra diviso in 15 frammenti dal reverendo inglese Henry Stobart (1824-1895), che l'aveva acquistato in Egitto dal mercante italiano Castellari nel 1856. Questo rotolo, certamente posteriore al 95 d.C. e forse databile al II secolo d.C., è composto da 13 colonne scritte in modo ineguale e serrato e non è stato rivisto da un correttore (il papiro presenta alcuni errori tanto grossolani che secondo Frederic George Kenyon potrebbe trattarsi di un "esercizio scolastico di trascrizione sotto dettatura"). Manca solo la parte finale dell'orazione, che però è in gran parte riportata da Giovanni Stobeo nel suo Florilegio.
Il contenuto del papiro fu pubblicato per la prima volta nel 1858 da Churchill Babington, che aveva ricomposto il papiro; seguì una seconda edizione dello stesso Babington (1859), poi recensita in gran parte d'Europa nel decennio successivo.
Quest'orazione risulta quasi integra, a parte alcune interpolazioni.

## Contenuto
In questo epitaffio Iperide non segue la tradizione delle precedenti orazioni funebri, che tipicamente ricordavano gli eventi gloriosi passati della città; Iperide afferma esplicitamente di non avere sufficiente tempo di passare in rassegna gli eventi del passato ma di volersi concentrare sui caduti di Lamia, né ritiene opportuno elencare la genealogia dei soldati, poiché, essendo Ateniesi, hanno una "nobiltà insuperabile" che deriva dalla loro autoctonia.
L'oratore inizia con l'elogio di Leostene: ricorda che, preso il comando delle truppe mercenarie e ateniesi, sconfisse i Beoti, gli Eubei ed i loro alleati, quindi riuscì a difendere il passo delle Termopili dall'attacco di Antipatro e lo costrinse a rifugiarsi presso Lamia; qui lo assediò con l'aiuto di Tessali, Focesi ed Etoli, ma morì durante l'assedio. Dopo Leostene, le cui azioni sono paragonate a quelle degli eroi della guerra di Troia e considerate superiori a quelle di Milziade e Temistocle, l'oratore ricorda i soldati che si sono messi al suo servizio "per la libertà dei Greci" e che, grazie alle loro vittorie ed al loro sacrificio, hanno permesso, secondo Iperide, di allontanare il pericolo che tutta la Grecia e tutta la terra fossero comandate da un solo padrone, i Macedoni. L'oratore elogia il coraggio dei soldati caduti in battaglia, che garantirà onore ai loro parenti e stimolerà l'emulazione da parte dei giovani, e paragona l'esercito in battaglia ai tirannicidi Armodio e Aristogitone, poiché come loro dimostrarono nel modo più chiaro amicizia al popolo cercando di allontanare coloro che volevano soggiogare tutta la Grecia.
L'epitaffio termina riprendendo l'elogio dei soldati: la morte garantisce loro fama in futuro e permette loro non solo di liberarsi delle sofferenze legate alla vita terrena, ma anche di ricevere cure da parte delle divinità di cui, combattendo, hanno protetto il culto che era stato minacciato dai nemici Macedoni.

## Edizioni
- Domenico Comparetti (a cura di), Il discorso d'Iperide pei morti nella guerra Lamiaca, Pisa, Fratelli Nistri, 1864.
- Lionello Levi (a cura di), Iperide. L'Orazione funebre, Firenze, 1919.
- Angelo Gonella (a cura di), Iperide. L'orazione funebre, traduzione in latino di Carlo Landi, Torino, Paravia, 1925, SBN CUB0346289.
- G. Schiassi (a cura di), Hyperidis Epitaphius, Firenze, Sansoni, 1959, SBN PBE0044906.
- Mario Marzi (parte su Iperide) (a cura di), Oratori attici minori, I, UTET, 1977, ISBN 978-88-02-02633-6.
- (GRC, IT) Epitafio per i caduti del primo anno della guerra lamiaca (PLit. Lond. 133v), introduzione, testo critico, traduzione e commento di Luisa Petruzziello, Pisa-Roma, Fabrizio Serra editore, 2009, ISBN 978-88-6227-021-2.